# Neckarhalde
Neckarhalde ist ein Stadtteil von Esslingen am Neckar. Er liegt auf einem Hügel nordwestlich der Stadtmitte. Die Neckarhalde grenzt an die Stadtteile Rüdern, Sulzgries, Mettingen und Innenstadt.

## Geschichte
1906 wurde in Stuttgart ein Verein zur Begründung ländlicher Heimstätten gegründet. Initiiert wurde er von dem nach eigenen Angaben als Kaufmann, Ökonom und Volkswirtschaftler tätigen Walter von Gizycki, der seit 1906 in Stuttgart und ab etwa 1909 in Esslingen lebte, wo er 1930 verstarb. Es sollten Heimstätten für Minderbemittelte geschaffen werden. Auf Vorschlag des Esslinger Fabrikanten Dick wurde der eher unbekannte Architekt Heinrich Werner Vorsitzender des Vereins. Über ihn liefen die Verhandlungen mit der Stadt Esslingen. Nachdem im August 1908 vom Stadtrat und Bürgerausschuss der Verkauf eines Gebiets auf der Sulzgrieser Heide genehmigt worden war, gründete sich im Oktober die Erste Esslinger Heimstättengenossenschaft Neckarhalde. Ende des Jahres 1909 waren zehn Häuser nach den Plänen Werners vollendet, in denen 51 Personen wohnten. Ein Jahr später waren es 16 Häuser mit 79 Bewohnern. In den Folgejahren nahm die Heimstättenkolonie einen weiteren Aufschwung, der bis in die 1920er-Jahre anhielt. Eine Heimstätte für Minderbemittelte wie ursprünglich geplant, war die Kolonie jedoch nicht. Die meisten Bewohner waren Facharbeiter, selbständige Handwerker, Angestellte und öffentliche Bedienstete. Daneben lebten zeitweise auch junge Anhänger der Reformbewegung auf der Neckarhalde, wie etwa Karl Bittel oder  Friedrich Muck-Lamberty. Sie wiederum unterhielten Kontakte zu Besuchern der Heimstättenkolonie wie Johannes R. Becher oder Gustav Landauer.

## Politik
Der Ansprechpartner für die Belange des Stadtteils für die Stadtverwaltung und den Gemeinderat von Esslingen ist der Bürgerausschuss RSKN (Rüdern, Sulzgries, Krummenacker, Neckarhalde). Auf der Stadtteilebene gestaltet der Bürgerausschuss das kommunale Leben mit. Er ist Mitglied der Arbeitsgemeinschaft der Bürgerausschüsse, diese besteht zum Erfahrungsaustausch und zur Koordination der einzelnen Bürgerausschüsse der Stadt.
Grundlage für die Arbeitsweise und den Aufbau des Bürgerausschusses und der Arbeitsgemeinschaft ist der von der Arbeitsgemeinschaft am 21. Februar 1991 beschlossene Status.
Als Grundlage für die Zusammenarbeit zwischen dem Bürgerausschuss, dem Gemeinderat und der Verwaltung wurde eine Vereinbarung getroffen. Diese wurde von der Arbeitsgemeinschaft am 17. Juli 1990 gebilligt und vom Gemeinderat am 10. Dezember 1990 genehmigt. Im Juni 2000 wurde sowohl der Status als auch die Vereinbarung redaktionell überarbeitet.
In der öffentlichen Bürgerversammlung, die die Stadt Esslingen am 21. März 2019 im Bürgerhaus RSKN in Rüdern durchführte, wurde der Bürgerausschuss Rüdern, Sulzgries, Krummenacker, Neckarhalde  für 3 Jahre gewählt.

## Bürgerhaus RSKN
Das Bürgerhaus RSKN, Sulzgrieser Str. 170 wurde am 28. November 2009, feierlich eröffnet. Es befindet sich an den Grenzen der 3 Teilorte Rüdern, Sulzgries und Krummenacker. Das Bürgerhaus soll ein gemeinsames Dach für Gruppen und Vereine sein. Es wurde aus dem Vermögen des Stifters Richard Clauß gekauft und umgebaut. Am 16. Juli 2007 erlangte die Stiftung Bürgerhaus in RSKN seine Rechtsfähigkeit. Im Erdgeschoss befindet sich ein Getränkehändler.

## Sehenswürdigkeiten
- Das Landhaus Weißeck (erbaut 1851)
- Das Neckarhaldentor